# Niszczycowce
Niszczycowce (Gloeophyllales Thorn) – rząd grzybów należący do klasy pieczarniaków (Agaricomycetes).

## Charakterystyka
Nadrzewne grzyby saprotroficzne powodujące białą lub brunatną zgniliznę drewna. Owocniki jednoroczne lub wieloletnie, rozpostarte lub rozpostarto-rozproszone o hymenoforze blaszkowym, merulioidalnym, odontioidalnym lub poroidalnym. System strzępkowy monomityczny, dimityczny lub trymityczny. Strzępki generatywne pierzaste. Leptocystydy wyrastają z tramy do hymenium, są szkliste lub brązowe, cienkie lub grube. Bazydiospory gładkie, szkliste, elipsoidalne, cylindryczne lub kiełbaskowate (alantoidalne), nieamyloidalne.

## Systematyka
Pozycja według Index Fungorum: Gloeophyllales, Incertae sedis, Agaricomycetes, Agaricomycotina, Basidiomycota, Fungi.
Rząd ten do taksonomii grzybów wprowadził R. Greg Thorn w 2007 r. Należy do niego jedna rodzina i jeden niezaklasyfikowany rodzaj incertae sedis:
- rodzina: Gloeophyllaceae Jülich 1982 (niszczycowate)
- rodzaj incertae sedis: Pileodon P. Roberts & Hjortstam 1998

Nazwy polskie według W. Wojewody z 2003 r.